# Yoshifumi Kondō
Yoshifumi Kondō (jap. 近藤 喜文, Kondō Yoshifumi; * 31. März 1950 in Gosen, Präfektur Niigata, Japan; † 21. Januar 1998 in Tachikawa Präfektur Tokio, Japan) war ein japanischer Trickfilmzeichner. Er arbeitete an Fernsehserien wie Anne mit den roten Haaren und Die Abenteuer des Sherlock Holmes sowie an den Studio-Ghibli-Produktionen Kikis kleiner Lieferservice, Die letzten Glühwürmchen, Tränen der Erinnerung – Only Yesterday und Prinzessin Mononoke. Bei Stimme des Herzens – Whisper of the Heart führte Kondō Regie.

## Werdegang
Kondō besuchte die Muramatsu-Oberschule, wo er dem Kunstclub beitrat und mit dem späteren Mangaka Kimio Yanagisawa zusammenarbeitete. Nach seinem Schulabschluss im April 1968 zog er nach Tokio, um am Tokyo Design College Trickfilm zu studieren.
Am 1. Oktober 1968 wurde Kondō bei A Production (ehemals Shin’ei Dōga) angestellt und beteiligte sich unter anderem an der Produktion von Kyojin no Hoshi und Lupin III. Am 20. Juni 1978 wechselte Kondō zu Nippon Animation, wo er an Future Boy Conan und Anne mit den roten Haaren arbeitete. Im selben Jahr beteiligte er sich als Coautor an einem Lehrbuch für angehende Trickfilmzeichner namens „Animation Book“ (アニメーションの本 Animēshon no Hon). Am 16. Dezember 1980 wechselte er zu Telecom Animation Film, wo er als Charakterdesigner an Sherlock Hound arbeitete. Am 16. März 1985 gab Kondō seine Anstellung bei Telecom Animation Film auf. Den Juni und August desselben Jahres verbrachte er aufgrund eines Pneumothorax im Krankenhaus. Im Januar 1986 wurde er bei Nippon Animation eingestellt, bevor er ein Jahr später zu Studio Ghibli wechselte. 1995 feierte er sein Regiedebüt mit dem Film Stimme des Herzens – Whisper of the Heart.
Kondō starb am 21. Januar 1998 im Städtischen Krankenhaus Tachikawa in der Präfektur Tokio im Alter von 47 Jahren an einem Aneurysma. Sein Tod soll durch Überarbeitung hervorgerufen worden sein und der Hauptgrund für Hayao Miyazakis zeitweise Ankündigung, in den Ruhestand zu gehen.

## Filmographie

### 1970er Jahre
- Kyojin no Hoshi (1971) (in-between animation, key animation)
- Lupin III (1972) (opening key animation, key animation)
- Dokonjou Gaeru (1974) (key animation, animation director)
- Panda! Go, Panda! (1972) (key animation)
- Panda! Go, Panda!: The Rainy-day Circus (1973) (key animation)
- Hajime Ningen Gyātoruzu (1976) (key animation)
- Ganba no Bouken (1975) (key animation)
- Ganso Tensai Bakabon (1977) (key animation)
- Manga Sekai Mukashi Banashi (1979) (production, character design, key animation, backgrounds)
- Sougen no Ko Tenguri (1977) (key animation)
- Ore ha Teppei (1978) (continuity, key animation)
- Future Boy Conan (1978) (key animation)
- Anne mit den roten Haaren (1979) (key animation, animation director, character designer)

### 1980er Jahre
- Tom Sawyers Abenteuer (1980) (key animation, animation director)
- Sugata Sanshirō (1981) (key animation)
- Sherlock Hound (1985) (animation director, character designer)
- The Blinkins (1985) (character designer)
- The Wuzzles (1985) (animation director, key animation)
- Wunderbare Pollyanna (1986) (key animation)
- Eine fröhliche Familie (1987) (character designer, key animation)
- Die letzten Glühwürmchen (1988) (character designer, animation director)
- Kikis kleiner Lieferservice (1989) (animation director)
- Little Nemo (1989) (storyboards, pilot film director, general director, pre-production)

### 1990er Jahre
- Tränen der Erinnerung – Only Yesterday (1991) (animation director, character designer)
- Porco Rosso (1992) (key animation)
- Sorairo no Tane (1992) (production, key animation)
- I Can Hear the Sea (1993) (key animation)
- Pom Poko (1994) (key animation)
- Stimme des Herzens – Whisper of the Heart (1995) (director)
- Prinzessin Mononoke (1997) (animation director)